# Walter Sauer
Pour les articles homonymes, voir Sauer.
Walter Sauer né à Saint-Gilles (Bruxelles) le 12 février 1889 et mort à Alger le 6 septembre 1927 est un dessinateur, peintre et graveur belge.

## Biographie

### Famille
Walther (avec h) Louis Emile Sauer est né à Saint-Gilles le 12 février 1889 au domicile de ses parents, au n° 51 de la rue Joseph Claes, à une heure du matin. Son père, Jules Oscar Sauer était instituteur communal, âgé de 23 ans, né à Bruxelles, et sa mère Anne Marie Augustine Langmann, sans profession, âgée de 24 ans, était née à Anderlecht.
Ses parents s'étaient mariés à Saint-Gilles le 23 octobre 1886.
Le grand-père paternel, Frédéric Auguste Jules Sauer, cordonnier et fils de cordonnier, né en 1835 à Pegau, en Saxe, était venu s'établir à Bruxelles où il épousa en 1865 Adèle Peeters, née en 1834 à Haute-Croix. Du côté maternel, son grand-père Carolus Frederic Langmann, fils d'un horloger, né en 1842 à Hagen, en Prusse, était graveur sur métal, et résidait à Anderlecht où il avait épousé en 1864 Catharina Westhoff, née en 1840 à Cologne alors qu'elle était cuisinière à Anderlecht.

### Formation
En 1903, Walter Sauer entreprend des études en cours de jour à l’Académie des beaux-arts de Bruxelles. Il suit d’abord les cours de Louis François Moonens en deuxième classe de peinture décorative. Il y obtient un premier prix. En 1906-1907, il reçoit la formation de Constant Montald en première classe de peinture décorative et remporte un premier prix de composition décorative. Il suit en même temps les cours de dessin d'après nature.

### Premiers voyages et expositions
En 1908-1909, il dispose d'une loge personnelle à l'Académie pour y dessiner d'après nature en récompense des prix obtenus chez Montald. En juin 1911, la Fondation Charles Buls lui alloue une bourse de 1 000 francs-or, somme qui sera doublée par son père afin de lui permettre de voyager. Une bonne partie de l’année 1911 est consacrée à ce voyage qui mène le jeune homme en France (Paris, Lyon, Marseille, Côte d’Azur), puis en Italie. Il passe chez les Vanden Eeckhoudt vers mars–avril, où il croise Victor Rousseau.
En 1914, il participe au Salon de La Libre Esthétique et au Salon triennal de Bruxelles qui révèle l’une de ses ambitions : la grande peinture décorative. Il y décroche le second prix au concours Godecharle avec l’œuvre L’Atlantide. La guerre entraîne des années difficiles pour les artistes et Walter Sauer, exempté de tout combat par sa santé fragile, abandonne la peinture vers 1916 pour se consacrer au dessin. Il se dégage alors de l’influence stylistique de Vanden Eeckhoudt et laisse libre cours à sa nature profonde, nourrie des conseils et de l’esprit de Victor Rousseau ainsi que de son amour pour l’art oriental.
En juillet 1917, il présente plusieurs œuvres au Salon des peintres et sculpteurs du nu organisé par Isy Brachot avec lequel il vient de signer un contrat. La femme est au centre de sa création : une femme dans tous ses états, du rêve au rire, de la volupté à l’ivresse, du nu au recueillement. De nombreux papiers ayant servi de support aux dessins présentent la particularité d’être cirés par l’artiste afin de donner un ton ivoirin aux modèles représentés. Sauer développe, essentiellement après 1923, le travail avec des feuilles d’or ou d’argent en procédant de deux façons différentes : soit il applique les feuilles comme fond sur un papier et y colle dessus son dessin qu’il a préalablement découpé, soit il entoure son dessin par le fond métallisé.

### Consécration
Année-phare dans la carrière de Walter Sauer où il approfondit la veine décorative de son art, 1923 est celle de la reconnaissance nationale et internationale. Il expose 82 œuvres au Cercle royal Gaulois artistique et littéraire de Bruxelles (Waux-Hall) et se voit honoré par la visite de la reine Élisabeth. D’avril à octobre 1925, il est l’un des représentants de la Belgique à l’Exposition internationale des Arts Décoratifs et industriels modernes à Paris. 
Durant l’année 1926, il séjourne deux mois en Bretagne qui se révèlent fertiles en travail (Bigoudène ramassant du goémon et Femme de l'île de Sein, Quimper, musée départemental breton). En 1927, il reçoit une importante commande du banquier le baron Allard qui lui demande de décorer une salle de style byzantin par cinq panneaux décoratifs retraçant des épisodes de la vie du Christ. Cette commande lui offre l’opportunité d’un voyage. Il quitte la Belgique fin juin, passe par les Pyrénées pour se rendre en Espagne avant de rejoindre l’Algérie où il compte réunir la documentation nécessaire à son travail.

### Décès
Intoxiqué par un repas pris après une longue marche au soleil, il meurt à l’hôpital Mustapha d’Alger le 6 septembre 1927.

Œuvres de Walter Sauer
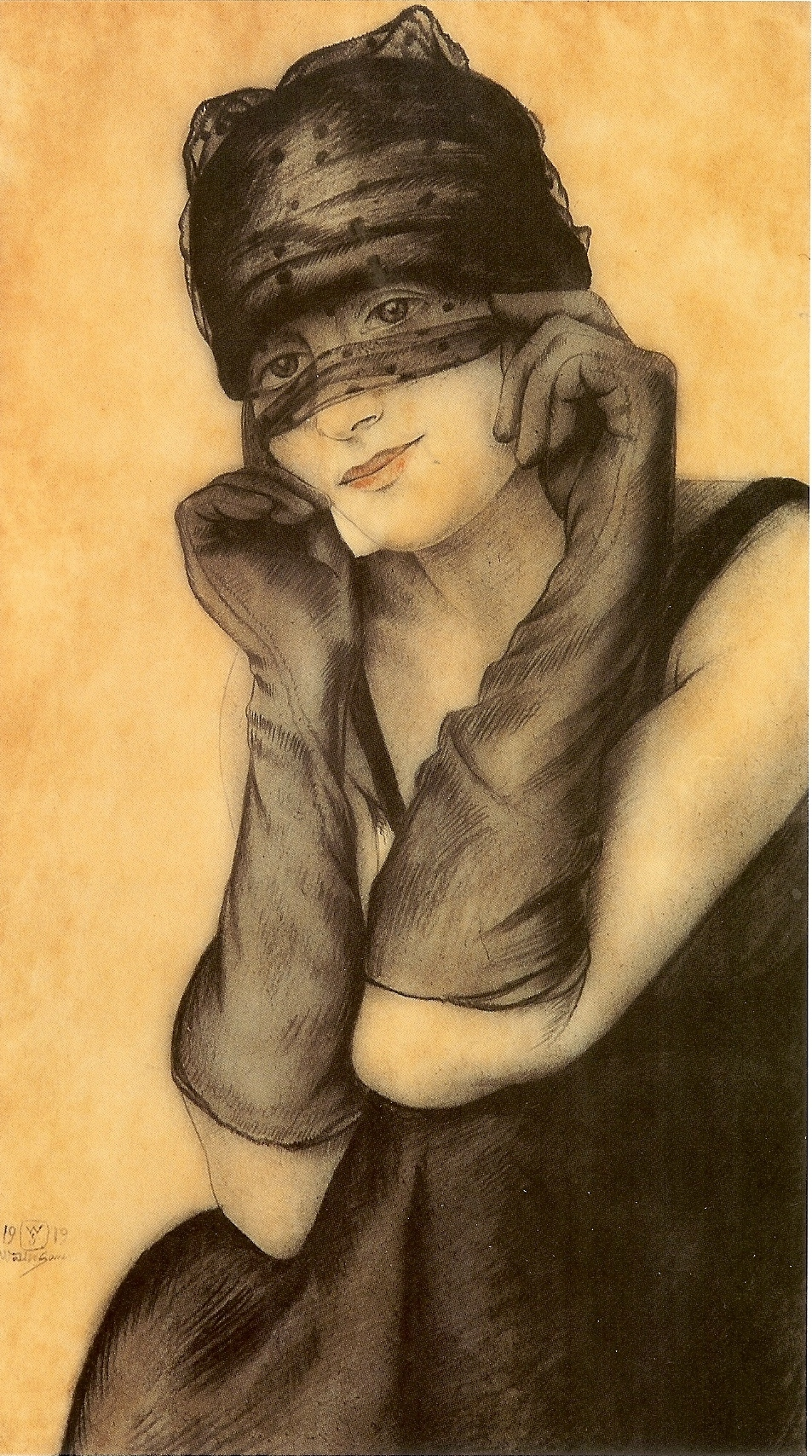
Femme voilée, 1919, localisation inconnue.
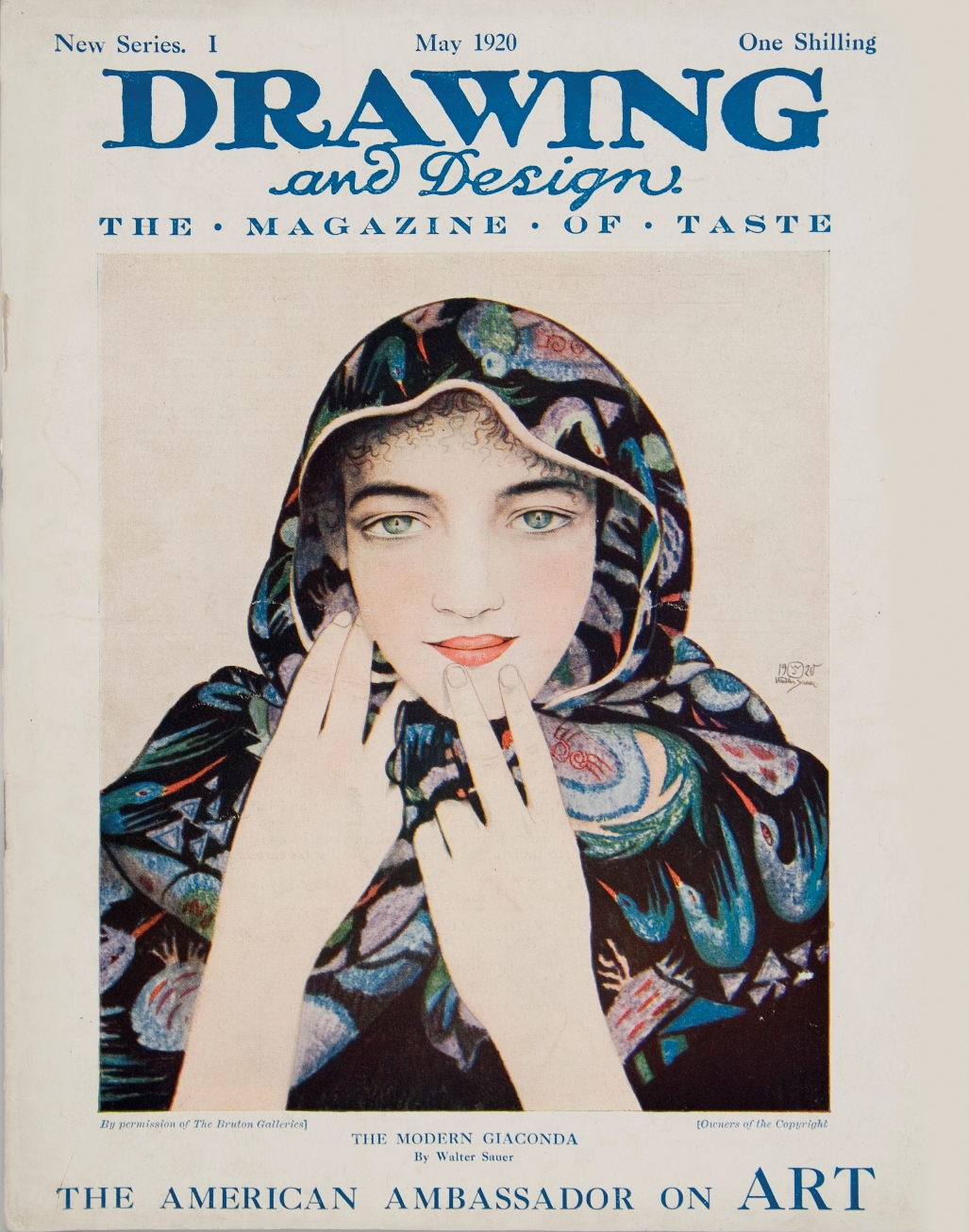
La Joconde moderne, 1920.
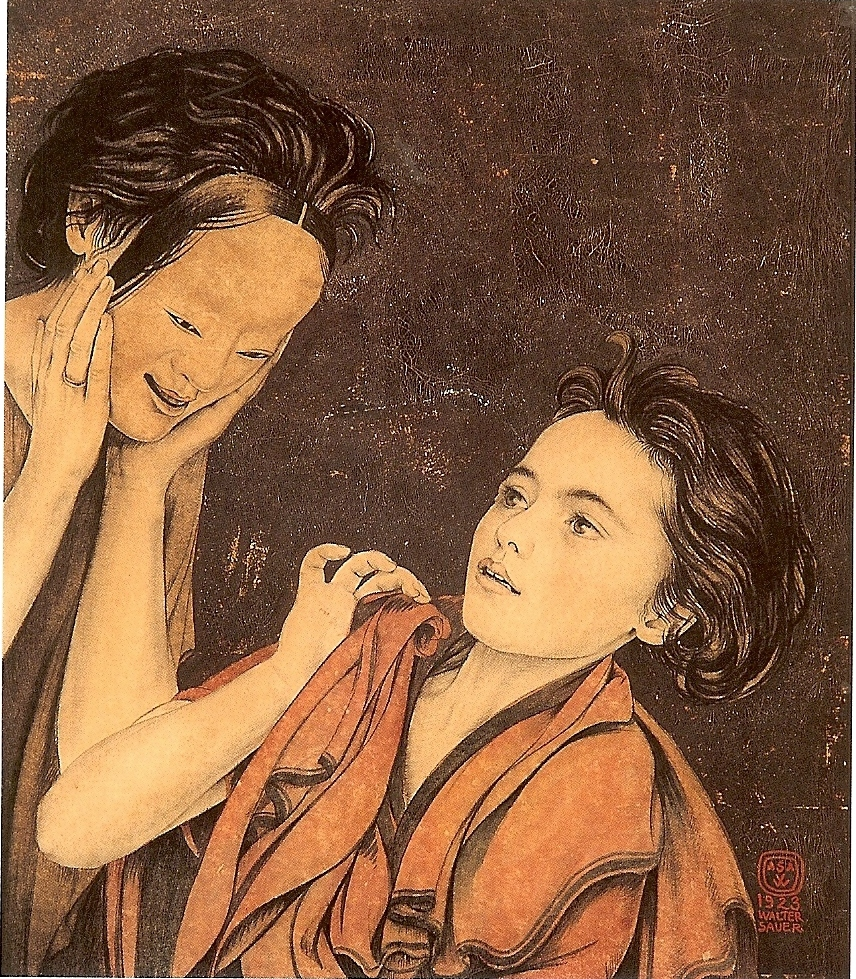
Le Masque japonais, 1923, localisation inconnue.
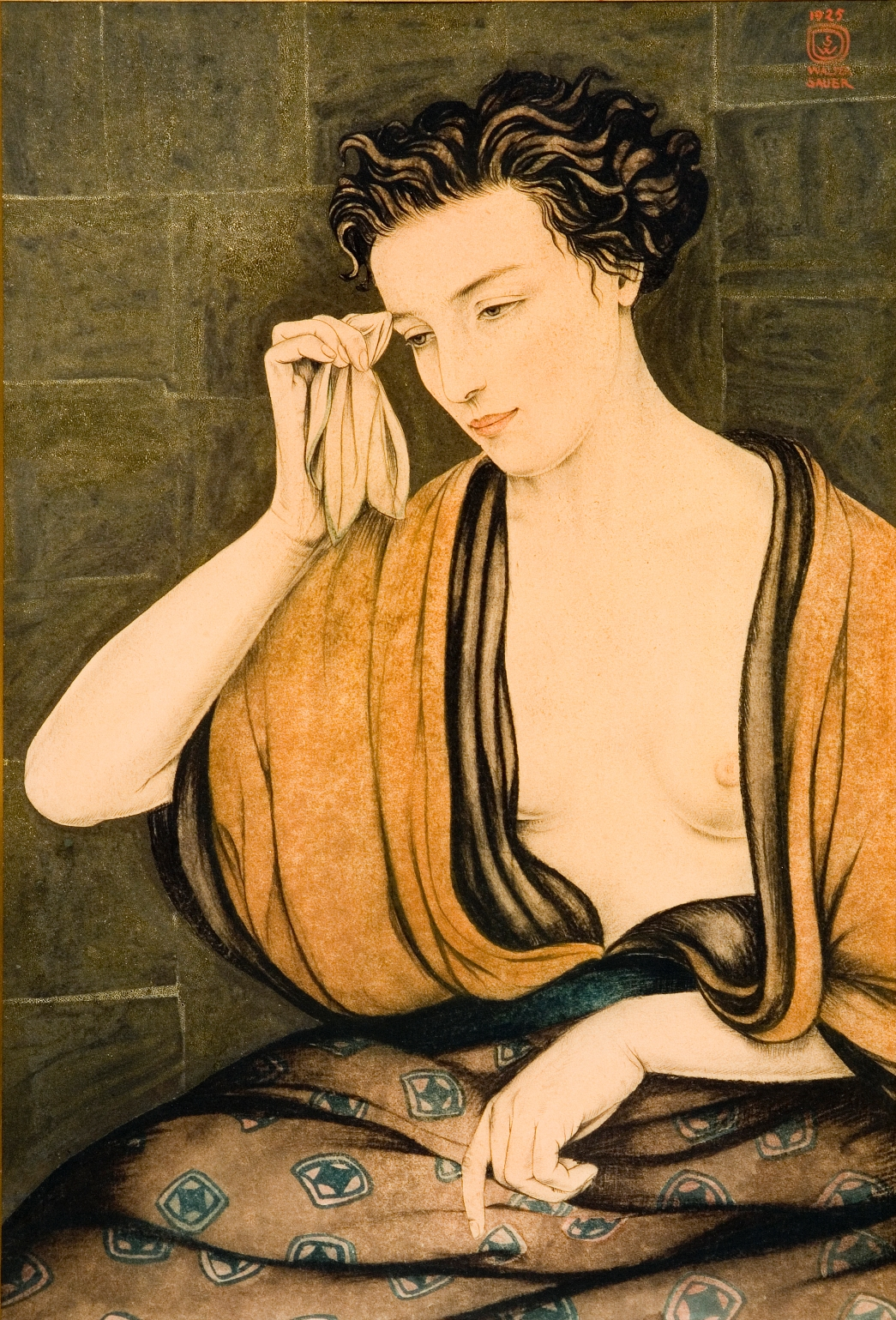
La Toilette, 1925, localisation inconnue.
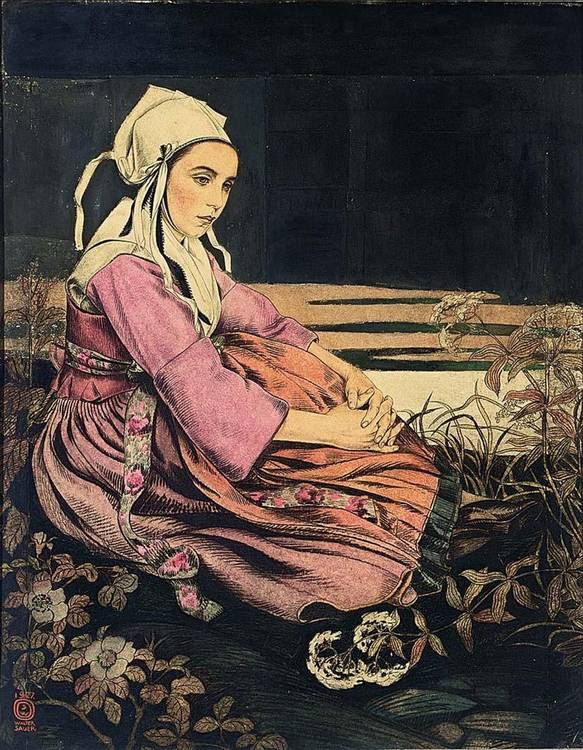
Sans titre, 1927, localisation inconnue.